# Operación alfombra mágica
Este artículo trata sobre la operación de repatriación de militares estadounidenses tras el fin de la Segunda Guerra Mundial. Para la operación de rescate de judíos yemenitas véase Operación Alfombra Mágica (Yemen)
La Operación Alfombra Mágica (Operation Magic Carpet en inglés) fue una operación bajo la supervisión de la Administración del Transporte Marítimo de Guerra (War Shipping Administration en inglés o por sus siglas en inglés, WSA) tras la finalización de la Segunda Guerra Mundial para repatriar el personal militar estadounidense de los teatros de operaciones europeo, pacífico y asiático. 

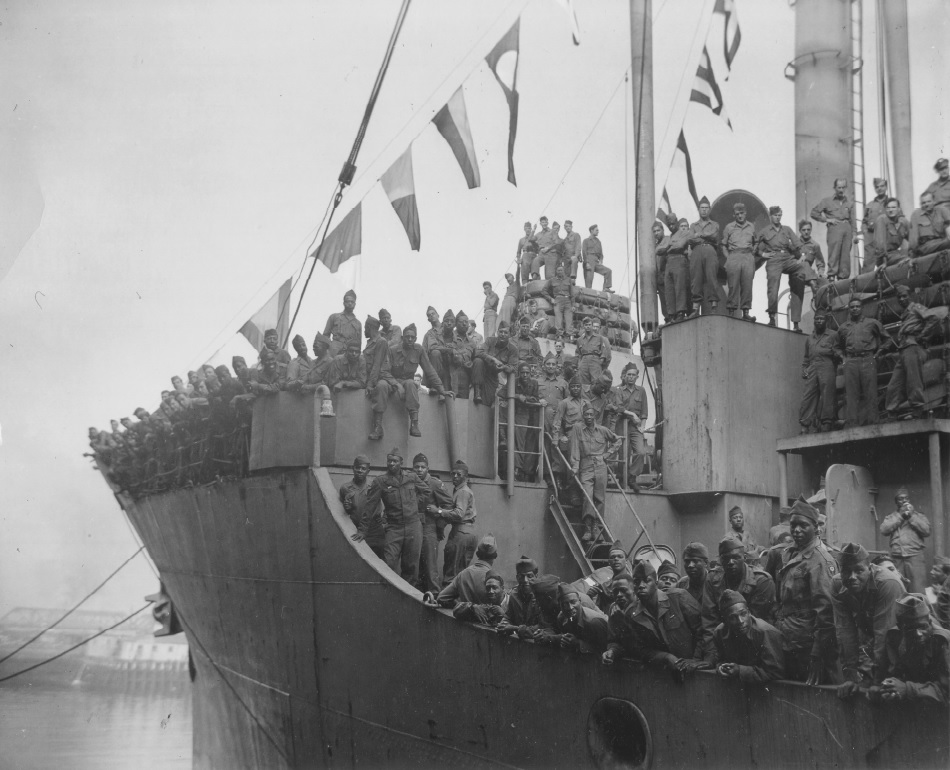
El mercante "Aiken Victory" llegando a Boston con 1.958 soldados el 26 de julio de 1945

Centenares de mercantes de la clase Liberty y Victory, así como varios buques de la US Navy comenzaron a repatriar soldados desde Europa en junio de 1945. En el Pacífico las labores de traslado comenzaron más tarde, en octubre de 1945. 
La fase europea de la Operación alfombra mágica concluyó en febrero de 1946, mientras que la del Pacífico continuó hasta septiembre de 1946.

## Planificación
A mediados de 1943 el Ejército de Estados Unidos llegó a la conclusión de que la principal prioridad una vez ganada la guerra sería traer de vuelta a las tropas. El número de militares estadounidenses en ultramar al final de la contienda excedía los 8 millones de efectivos, repartidos por todos los teatros de operaciones. El jefe de Estado Mayor del Ejército de los Estados Unidos, el general George Marshall, estableció comités para encarar el problema logístico de la operación y finalmente la organización de la operación de transporte se le encomendó a la Administración del transporte marítimo de guerra.

## Europa
La guerra en el Pacífico distaba mucho de estar resuelta tras la rendición de Alemania el 7 de mayo de 1945. De hecho la batalla de Iwo Jima y la de Okinawa (todavía en curso mientras se firmaba la capitulación general alemana en Reims) demostraron lo dura y costosa que iba a ser la victoria sobre Japón y en esa campaña la Armada de los Estados Unidos tendría que desempeñar un papel crucial. Por ese motivo se la excluyó inicialmente de la operación de repatriación europea y todo el esfuerzo quedó únicamente bajo la responsabilidad del US Army y de la marina mercante. A tal fin se ordenó la inmediata conversión en transporte de tropas de 300 mercantes Liberty y Victory.
El primer viaje transoceánico de repatriación zarpó de Europa a finales de junio de 1945 y en noviembre de ese mismo año se alcanzó la mayor cifra de retornados. Mientras que el promedio de efectivos transportados a Europa desde los Estados Unidos durante la guerra fue de 148.000 soldados al mes, los cruceros de repatriación trasladaron más de 435.000 soldados al mes durante los 14 meses que estuvo en marcha la operación.
A mediados de octubre de 1945 la US Navy donó a la operación el novísimo portaaviones USS Lake Champlain (CV-39), equipado con 3.300 literas, y en noviembre se le unió el acorazado USS Washington (BB-56). A estas alturas el esfuerzo logístico de la operación requería el uso de más de 400 buques, algunos con capacidad para transportar solo 300 soldados y otros, como los grandes transatlánticos, capaces de albergar más de 15.000 Asimismo se habilitaron 29 buques para repatriar el casi medio millón de mujeres que se habían casado con soldados estadounidenses durante la guerra y 48 barcos hospital en los que embarcaron cientos de miles de heridos.
La travesía atlántica no era unidireccional. Desde los Estados Unidos regresaron a Europa en esos mismos buques medio millón de ex-prisioneros de guerra alemanes e italianos

## Asia y el Pacífico

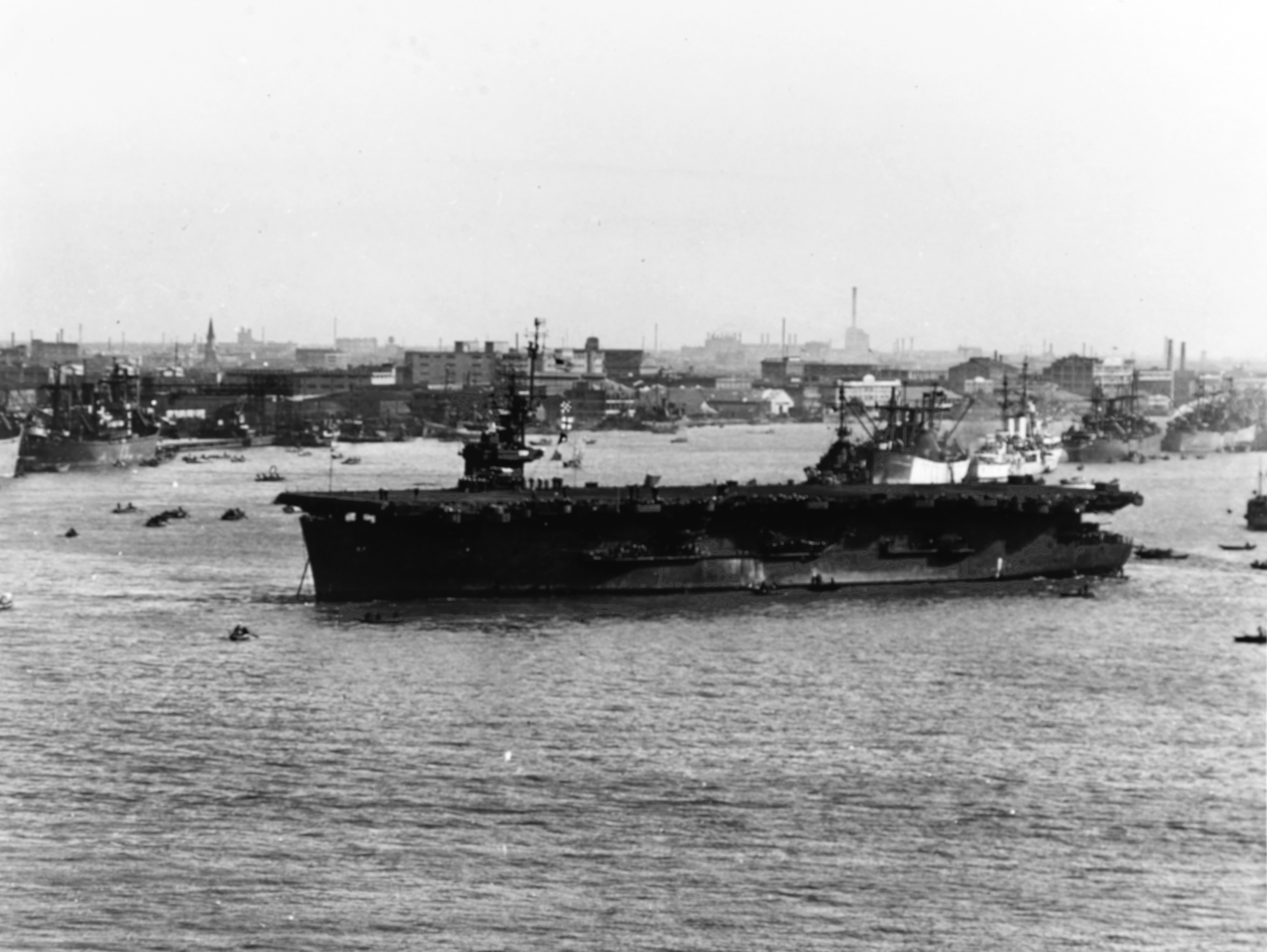
El USS Anzio (CVE-57) en Shanghái, China, el 1 de diciembre de 1945, durante la Operación alfombra mágica.

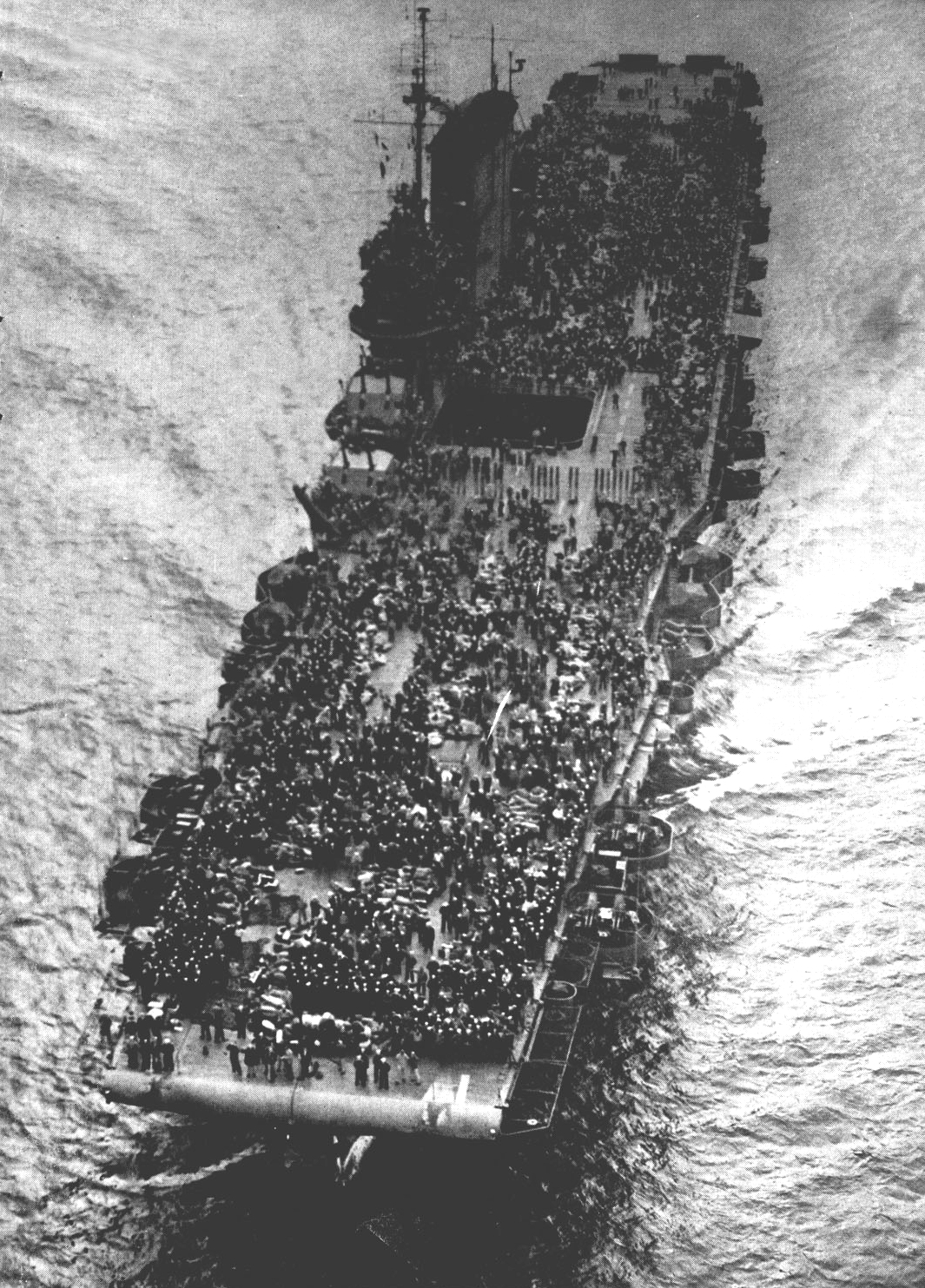
USS Saratoga (CV-3) durante la Operación alfombra mágica.

Tras la rendición de Japón, la armada empezó a repatriar a sus marineros y a los soldados miembros del cuerpo de marines. El vicealmirante Forrest Sherman partió de la Bahía de Tokio a principios de septiembre de 1945 con los acorazados USS New Mexico (BB-40), USS Idaho (BB-42), USS Mississippi (BB-41) y USS North Carolina (BB-55), junto con dos portaaviones y un escuadrón de destructores totalmente llenos con soldados de regreso a casa.
La armada había reconvertido rápidamente muchos de sus buques de guerra en transportes provisionales, incluyendo varios portaaviones en los que se instalaron literas en los hangares para proporcionar alojamiento a un par de miles de soldados con unas condiciones de comodidad muy limitada. En total la flota reunió 369 barcos entre los que se hallaban 6 acorazados, 18 cruceros, 57 portaaviones y 12 barcos hospital.
En octubre de 1945 la operación alfombra mágica funcionaba a pleno capacidad en todo el mundo con el esfuerzo conjunto del ejército, la armada y la Administración del transporte marítimo de guerra. En el Pacífico se alcanzó la cifra más alta de repatriados en diciembre de ese año, con casi 700.000 retornados.
Finalmente, en abril de 1946, regresaron 200.000 soldados del sudeste asiático (procedentes de China, Birmania e India) y en septiembre arribó el último transporte del teatro del Pacífico.

## Puente aéreo
El Mando de transporte aéreo (Air transport command, ATC) de la USAF y el Servicio naval de transporte aéreo (Naval air transport service, NATS) de la US Navy participaron activamente y acumularon millones de horas de vuelo durante la operación, aunque debido a la reducida capacidad de sus aparatos el número total de repatriados es minúsculo, sobre todo si se compara con las cifras alcanzadas con el transporte marítimo.
- Wikimedia Commons alberga una categoría multimedia sobre Operación alfombra mágica.